# Interception System Schweiz
Das Interception System Schweiz (ISS) ist ein System, das dem staatlichen Überwachen des Telefon- und Internetverkehrs dient.

## Geschichte
Das 2010 für 18 Millionen Franken beschaffte neue Abhörsystem hätte das veraltete Vorgängersystem ablösen sollen. Wegen unzureichender Qualität wurde die Einführung jedoch abgebrochen. Gesetzliche Grundlage für solche Systeme ist das Bundesgesetz betreffend die Überwachung des Post- und Fernmeldeverkehrs (BÜPF), welches am 25. September 2018 durch das Parlament abgestimmt wurde. Das BÜPF-Referendumskomitee konnte nur 55’000 – davon 45’000 beglaubigte – Unterschriften von 50'000 benötigten beglaubigten Unterschriften vorlegen, um eine Volksabstimmung zu versuchen.